# OR52E8
OR52E8 (англ. Olfactory receptor family 52 subfamily E member 8) – білок, який кодується однойменним геном, розташованим у людей на короткому плечі 11-ї хромосоми. Довжина поліпептидного ланцюга білка становить 317 амінокислот, а молекулярна маса — 35 913.
| 10         |  | 20         |  | 30         |  | 40         |  | 50         |
| ---------- |  | ---------- |  | ---------- |  | ---------- |  | ---------- |
| MAGRMSTSNH |  | TQFHPSSFLL |  | LGIPGLEDVH |  | IWIGVPFFFV |  | YLVALLGNTA |
| LLFVIQTEQS |  | LHEPMYYFLA |  | MLDSIDLGLS |  | TATIPKMLGI |  | FWFNTKEISF |
| GGCLSHMFFI |  | HFFTAMESIV |  | LVAMAFDRYI |  | AICKPLRYTM |  | ILTSKIISLI |
| AGIAVLRSLY |  | MVVPLVFLLL |  | RLPFCGHRII |  | PHTYCEHMGI |  | ARLACASIKV |
| NIRFGLGNIS |  | LLLLDVILII |  | LSYVRILYAV |  | FCLPSWEARL |  | KALNTCGSHI |
| GVILAFFTPA |  | FFSFLTHRFG |  | HNIPQYIHII |  | LANLYVVVPP |  | ALNPVIYGVR |
| TKQIRERVLR |  | IFLKTNH    |  |            |  |            |  |            |

A: Аланін

C: Цистеїн

D: Аспарагінова кислота

E: Глутамінова кислота

F: Фенілаланін

G: Гліцин

H: Гістидин

I: Ізолейцин

K: Лізин

L: Лейцин

M: Метіонін

N: Аспарагін

P: Пролін

Q: Глутамін

R: Аргінін

S: Серин

T: Треонін

V: Валін

W: Триптофан

Кодований геном білок за функціями належить до рецепторів, g-білокспряжених рецепторів, білків внутрішньоклітинного сигналінгу. 
Локалізований у клітинній мембрані.